# Alopen
Alopen  was de eerste missionaris in de geschiedenis van het christendom in China, van wie het verblijf in het land in historische zin onomstreden is. Hij was een missionaris van de nestoriaanse Kerk van het Oosten. Zijn aankomst in 635 in Chang'an, de toenmalige hoofdstad, is vastgelegd in een edict uit 638  van de keizer Taizong ( r. 626-649) van de Tang-dynastie. Het manuscript van dat edict is verloren gegaan, maar de tekst werd gereproduceerd in de inscriptie van de Nestoriaanse stele. De stele werd opgericht in 781.  Die tekst maakt ook deel uit van  de  Tang Huiyao, een werk over de geschiedenis van de dynastie dat in 961 gereed kwam.

## Herkomst van Alopen

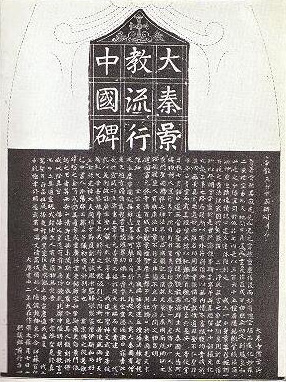
Deel van de Nestoriaanse stele

Er is onder historici een debat geweest over de herkomst van Alopen. De inscriptie op de stele meldt dat Alopen kwam om de Stralende religie van  Da Qin   te prediken. Tijdens de laatste periode van de Han-dynastie werd met Da Qin  het oostelijk deel van het toenmalige Romeinse Rijk bedoeld. Daarna werd het in China gebruikt voor de oostelijke delen van het toenmalige Byzantijnse Rijk. Gedurende de periode van de Tang-dynastie werd voor het Byzantijnse rijk de naam   Fulin  gebruikt. Da Qin kreeg een meer religieuze dan geografische betekenis. In een aantal gevallen werd er het christendom zelf mee bedoeld.  Er is een tweede edict van 745 waarbij ieder   Bosi -si  (Perzisch klooster ) opgedragen werd  de naam te veranderen in Da Qin-si (klooster van Da Qin ). De tekst over Alopen in de  Tang Huiya   van 961 beschrijft hem echter als een Bosi seng (Perzisch priester).
De meeste historici achten het waarschijnlijk dat in de tekst van het verloren gegane document van 638 de term Bosi gebruikt werd. In de tekst van de inscriptie op de stele is op basis van het edict van 745 de term Da Qin gehanteerd. De auteurs van de tekst van de   Tang Huiyao, aangeboden aan de eerste keizer van de Song-dynastie, achtten zich kennelijk niet gebonden aan het edict van 745 en gebruikten weer de term Bosi .
De meeste historici achten een Perzische herkomst van Alopen het meest waarschijnlijk. Het nestorianisme werd in het Byzantijnse rijk na het Concilie van Efeze van 431 als een vorm van ketterij beschouwd. In Perzië had het voor de komst van de islam een aanzienlijke aanhang ook bij het hof.
Alopen zou dan gezonden zijn door de  katholikos van Ctesiphon, in die tijd Isoyabh II. De inscriptie op de stele meldt dat de keizer de minister Fang Xuanling met een escorte naar de buitenwijken zond om de gast welkom te heten en naar het paleis te begeleiden.  Het wordt door historici onwaarschijnlijk geacht dat dit eerbetoon alleen bedoeld zou zijn voor een individuele missionaris. Het Oud Boek van de Tang meldt – zonder Alopen te noemen – een aankomst van een tribuutmissie uit Sogdië op dezelfde datum.  Het is mogelijk dat Alopen met deze missie is gearriveerd.

## Activiteiten van nestorianen

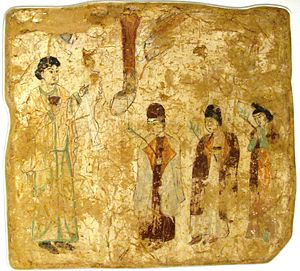
Nestoriaanse priesters in de achtste eeuw op een fresco in een van de grotten van Bezeklik

De tekst op de inscriptie meldt, dat de keizer Alopen ondervroeg over de christelijke doctrine, kennisnam van de door Alopen meegebrachte manuscripten en hij toestemming kreeg die te laten vertalen in het Chinees. Alopen kreeg ook toestemming om een klooster in Chang'an  te bouwen. De tekst meldt dat daar eenentwintig missionarissen aanwezig waren. De tekst meldt ook, dat Alopen tot bisschop benoemd werd hoewel informatie over het tijdstip ontbreekt.
Het tekstdeel in het Syrisch op de stele geeft informatie over andere missionarissen die na Alopen arriveerden. Er was sprake van de aankomst van een nestoriaanse bisschop in 732. Nieuwe missionarissen arriveerden in 744, waaronder een bisschop genaamd Jihuo die religieuze diensten in het paleis leidde. Het besluit met een lijst van zeventig missionarissen in China tot aan 780.
Uit andere bronnen is duidelijk, dat er  christelijke gemeenschappen waren in Chang'an, Kanton, Luoyang, Dunhuang en Zhouzhi. Over het algemeen waren dat ook steden met buitenlandse handel en  een aanwezigheid van relatief grotere groepen vreemdelingen. De keizer Gaozong (r. 649-683)  zou volgens de tekst van de stele het stichten van christelijke kloosters in alle prefecturen van het rijk hebben  goedgekeurd. Er waren in die periode ongeveer 360 prefecturen in China. Historici gaan ervan uit dat er hoogstens enkele tientallen kloosters daadwerkelijk zijn gesticht.

## Teksten van Alopen
In 1900 werd in een van de Mogao-grotten nabij Dunhuang een zeer groot aantal documenten uit de vijfde tot begin elfde eeuw gevonden, de manuscripten van Dunhuang. Een aantal daarvan handelt over het nestorianisme. Dat deel van de manuscripten wordt door sommige westerse auteurs sinds begin eenentwintigste eeuw aangeduid met de term Jezus Soetra's. In ieder geval een van die teksten, de Xu ting Mi shi suo jing, (het Boek van Jezus Messias) wordt  aan Alopen toegeschreven. Het is het eerste werk dat hij onmiddellijk na aankomst in Chang'an in 635 moet hebben geschreven. Het dateert nog van voor het keizerlijk edict van 638.
Een tweede tekst, Yi shen lun  ( Verhandeling over het monotheïsme) bestaat uit drie delen.  Yu di er ( De Gelijkenis), Yi tian lun di yi (Verhandeling over het Uniek Zijn van de Heer van het Universum) en Shi zun bu shi lun di san ( De Verhandeling van de Heer van het Universum over het geven van aalmoezen). Deze teksten worden gedateerd op 638 of 641. Het is mogelijk dat ze door Alopen zijn geschreven, maar het auteurschap van een andere -onbekende –  missionaris in zijn gezelschap is ook mogelijk.

## Verbod op buitenlandse religies
In 845 nam de keizer Wuzong ( r. 840-846) het besluit om alle buitenlandse godsdiensten in China te verbieden. Het besluit was in de eerste plaats gericht tegen het georganiseerd boeddhisme en was ingegeven door economische motieven. De boeddhistische kloosters hadden enorme rijkdommen verzameld en waren vaak vrijgesteld van betaling van belasting. Het besluit had echter ook consequenties voor het christendom, het manicheïsme en het zoroastrisme. Alle geestelijken van de verboden religies dienden naar een lekenbestaan terug te keren en werden daarna  behandeld als alle andere immigranten.
Het boeddhisme, hoewel verzwakt, wist zich in de periode hierna weer te herstellen, maar het christendom verdween geheel uit China. Het zou pas weer terugkeren in de dertiende eeuw, tijdens de periode van de Yuan-dynastie.